# Milesina
Milesina Magnus – rodzaj grzybów z rzędu rdzowców (Pucciniales). Grzyby mikroskopijne, pasożyty roślin.

## Charakterystyka
Pasożyty dwudomowe. Ich żywicielami są różne gatunki jodeł (Abies) i paproci. U porażonych roślin wywołują choroby zwane rdzami. Przedstawiciele rodzaju Milesina są rdzami pełnocyklowymi, wytwarzającymi wszystkie typowe dla rdzowców zarodniki.  Na jodłach powstają zarodniki typu ecjospora i spermatogonium, na paprociach urediniospory, teliospory i bazydiospory. Teliospory powstają pojedynczo w komórkach skórki paproci.

## Systematyka i nazewnictwo
Pozycja w klasyfikacji według Index Fungorum
Milesina, Pucciniastraceae, Pucciniales, Incertae sedis, Pucciniomycetes, Pucciniomycotina, Basidiomycota, Fungi.
Gatunki występujące w Polsce
- Milesina blechni (Syd. & P. Syd.) Arthur ex Faull 1910
- Milesina dieteliana (Syd. & P. Syd.) Magnus 1909
- Milesina exigua Faull 1931
- Milesina kriegeriana (Magnus) Magnus 1909
- Milesina murariae (Magnus) Grove 1921
- Milesina scolopendrii (Fuckel) Jaap 1912
- Milesina vogesiaca Syd. & P. Syd. 1910

Nazwy naukowe na podstawie Index Fungorum. Wykaz gatunków według Mułenki i in.